# Şehrazat (Sängerin)
Şehrazat (* 3. September 1952 in Ankara als Şehrazat Kemali Söylemezoğlu) ist eine türkische Pop- und Jazzmusikerin. Sie ist Sängerin, Komponistin, Songschreiberin, Produzentin, Geschäftsfrau und Philanthropin. Aufgrund der Länge ihres Nachnamens verwendet sie als Künstlernamen meist das kurze Şehro.

## Leben und Karriere
Şehrazat wuchs in İzmir auf, ihr Abitur legte sie auf der International School of Choueifat in Beirut ab. Sie erhielt 1969 ein International Baccalaureate in Beirut. Nach ihrer Ausbildung trat Şehrazat in Clubs von İstanbul auf. Ende der 1960er wurde Arif Mardin auf sie aufmerksam und begleitete ihre Karriere. Durch gemeinsame Auftritte gelangte Şehrazat zu Bekanntheit und veröffentlichte 1968 ihre erste Schallplatte İki Gölge. Sie spricht neben Türkisch auch Englisch, Französisch und Arabisch.

## Diskografie

### Alben
| - 1968: İki Gölge - 1968: Dün Gece - 1969: Beni Unutma - 1969: İmkânsız Aşk - 1973: Kelebek - 1974: Dili Dost, Kalbi Düşman - 1970er Söz Sevgilim, Söz (mit Cömert Baykent) - 1970er Kolkola - 1970er Ne Kapımı Çalan Var - 1970er Nerede olsan | - 1980: Sevemedim Karagözlüm - 1980: Hürüm Artık - 1980: Bahşiş - 1980: Seni Sevmişim - 1981: Sevdim Genç Bir Adamı - 1981: Kendim Ettim, Kendim Buldum (Eyvah) - 1981: Yanında - 1981: Aşk Bir Kumarsa - 1981: Kulakların Çınlasın - 1981: Lay la, Lay la (Yaşamaya Bak Sen) |

### Kompilationen
- 2002: Bak Bir Varmış Bir Yokmuş: 60'lı ve 70'li Yılların Orijinal Kayıtları
- 2007: Our Golden Songs

### Singles (Auswahl)
- Kelebek
- Söz Sevgilim, Söz (mit Cömert Baykent)

### Songwriting (Auswahl)
- 1990: Yaz, Yaz, Yaz (von Ajda Pekkan)
- 1991: Nefes Almak İstiyorum (von Yonca Evcimik)
- 1992: Saman Alevi (von Ozan Orhon)
- 1993: Kendine Gel (von Yonca Evcimik)
- 1994: Kınalı Bebek (von Demet Sağıroğlu)
- 1996: Alimallah (von Ayşegül Aldinç)
- 1997: Yabani (von Aşkın Nur Yengi)
- 1997: Maazallah (von Bülent Ersoy)
- 1998: Seninleyim (von Meltem Cumbul)
- 2002: Çek Babam Çek (von Aşkın Nur Yengi)
- 2005: Sayende (von Yıldız Kaplan)
- 2007: Yastık (von Tuğba Özerk)
- 2007: Kapış Kapış (von Emre Altuğ)
- 2008: Aynen Öyle (von Ajda Pekkan)
- 2009: Kocaman Öpüyorum (von Bengü)
- 2010: Sırada Sen Varsın (von Bengü)
- 2019: Tik Tak (von Nilüfer)
- 2021: Bi' Tık (von Ajda Pekkan)

## Auszeichnungen und Nominierungen
Kral Türkiye Müzik Awards
- 1998: Yekta Okur Ehrenpreis
- 2003: Beste Komposition (für den Song Abayı Yaktım von Gülben Ergen)

Hey Magazine Awards
- 1970: Vielversprechendste Sängerin
- 1970: Einer der Besten des Jahres 1970